# Seleção Montenegrina de Futebol Feminino
A Seleção Montenegrina de Futebol Feminino representa Montenegro no futebol feminino internacional. Sua predecessora é Sérvia e Montenegro.